# Haßlinghauser Hütte

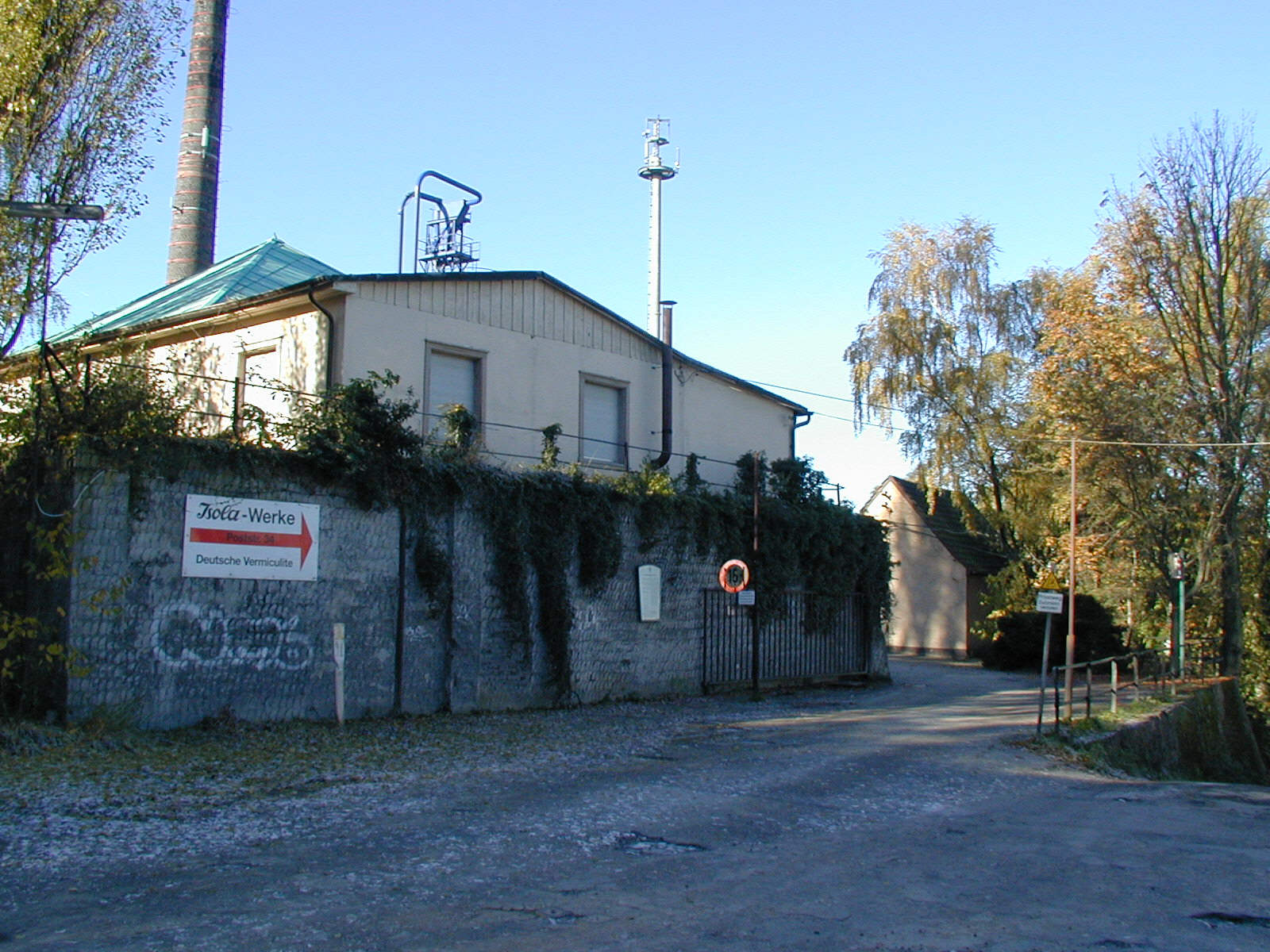
Haßlinghauser Hütte, 2002

Die Haßlinghauser Hütte war eine Eisenhütte in Haßlinghausen, Sprockhövel. Am 17. Juli 1855 wurde die staatliche Konzession für die Hochofenanlage gewährt. Inhaber der Hasslinghauser Hütte waren Gustav Lehrkind und Genossen. Sie firmierte als „Gewerkschaft v. Born, Lehrkind & Co“. Für den Bau des Ofens waren Hermann Stahlschmidt (1823–1865) und Fritz Wilhelm Lürmann (1834–1919) verantwortlich, technischer Leiter wurde Gustav Hilgenstock (1844–1913). Eisenstein (Blackband), Steinkohle, Kalk und Wasser stammten aus der Umgebung. Die Hütte war 19 Jahre lang in Betrieb. Das Hüttenwerk gehörte bald zum von den Eigentümern gegründeten Bergwerks- und Hütten-Aktienverein Neuschottland mit Sitz in Dortmund und ab 1872 zur Dortmunder Union.
Der Hochofen wurde 1875 geschlossen; 180 Beschäftigte verloren ihre Arbeit. Brunnenhaus, Kesselhaus und das Haus für die Kettenaufzugsmaschine sind noch erhalten. Auf einem Teil des Geländes siedelten sich ab 1892 eine Glashütte, die Zeche Deutschland mit einer Brikettfabrik und später die Firma Isola an, die aus der Hochofenschlacke Mineralwolle herstellte. Die Örtlichkeiten werden durch den Deutschland-Bergbauwanderweg erschlossen.
Zwischen 1850 und 1875 trug die Verarbeitung von lokalen Vorkommen von Kohleneisenstein und Spateisenstein zur Industrialisierung des Ruhrgebiets maßgeblich bei. In Haßlinghausen befand sich die Eisensteinzeche Neu-Haßlinghausen.